# Carl Ridd
John Carl Ridd (Winnipeg, 17 agosto 1929 – Winnipeg, 29 marzo 2003) è stato un cestista canadese.

## Carriera
Venne convocato per il torneo olimpico di Helsinki del 1952, durante il quale disputò sei partite segnando una media di 4,3 punti con un massimo di 15 contro le Filippine.
È stato introdotto nella Canadian Basketball Hall of Fame nel 1980 e nella Manitoba Sports Hall of Fame nel 1983.